# Iso Linnasaari (ö i S:t Michel)
Iso Linnasaari är en ö i Finland. Den ligger i sjön Saimen och i kommunen Puumala i den ekonomiska regionen  S:t Michel och landskapet Södra Savolax, i den södra delen av landet, 220 km nordost om huvudstaden Helsingfors. Öns area är 4,4 hektar och dess största längd är 350 meter i sydöst-nordvästlig riktning.